# Philautus eximius
Philautus eximius és una espècie extinta de granota que vivia a Sri Lanka.